# Meseșenii de Jos
Meseșenii de Jos (węg. Magyarkecel) – wieś w Rumunii, w okręgu Sălaj, w gminie Meseșenii de Jos. W 2011 roku liczyła 708 mieszkańców.